# Trupanea teitensis
Trupanea teitensis är en tvåvingeart som beskrevs av Munro 1964. Trupanea teitensis ingår i släktet Trupanea och familjen borrflugor.
Artens utbredningsområde är Kenya. Inga underarter finns listade i Catalogue of Life.